# Le Masque de Zorro
Pour les articles homonymes, voir Zorro (homonymie).
Série
La Légende de Zorro
(2005)
Pour plus de détails, voir Fiche technique et Distribution.
Le Masque de Zorro (The Mask of Zorro) est un film d'aventures américano-mexicano-allemand réalisé par Martin Campbell et sorti en 1998 et basé sur le personnage de Zorro, créé par Johnston McCulley. Le film met en vedette Antonio Banderas et Anthony Hopkins, respectivement dans les rôles d'un Zorro jeune et d'un Zorro âgé. Catherine Zeta-Jones joue quant à elle le rôle féminin principal.
Une suite, intitulée La Légende de Zorro, toujours réalisée par Martin Campbell, est sortie en 2005.

## Synopsis
En 1821, l'armée mexicaine est sur le point de libérer Mexico du colonialisme espagnol. Vers Las Californias, le cruel gouverneur espagnol Don Rafael Montero (Stuart Wilson) est sur le point d'être renversé. Dans un dernier effort pour capturer son ennemi juré, l'épéiste masqué Zorro (Anthony Hopkins), Montero prépare l'exécution de trois innocents. Zorro libère les prisonniers, mais déjoue le piège tendu par Montero grâce à deux frères orphelins, Joaquin et Alejandro Murrieta. Il les récompense en leur donnant un médaillon lui appartenant et s'échappe sur son cheval, Tornado, après avoir marqué d'un Z le cou de Montero avec son épée.
Cependant, la nuit suivante, Montero arrive à la maison de Zorro, ayant déduit que la réelle identité de ce dernier est Don Diego de la Vega, un noble espagnol marié à Esperanza, la femme que Montero a toujours désirée. En essayant d'arrêter Diego, un combat s'ensuit durant lequel Esperanza est tuée en tentant de protéger Diego. La maison de Diego est brûlée et sa fille, Elena, est ramenée en Espagne par Montero pour être élevée comme sa propre fille tandis que Diego est jeté en prison.
Vingt ans plus tard, les frères Murietta, adultes, sont devenus des bandits. À la suite de leur dernier forfait effectué avec leur complice Jack "les trois doigts", la bande tombe sur une compagnie dirigée par le sadique capitaine de l'armée américaine Harrison Love. Celui-ci, commandant en chef de la garde de Montero, tire sur Jack et décapite Joaquín Murrieta (Victor Rivers) sous le regard impuissant de son frère Alejandro (Antonio Banderas) qui a pris la fuite et a récupéré le médaillon de Zorro qu'il portait. 
La nuit suivante, Montero, escorté par le capitaine, retourne secrètement en Californie, cherchant à voir Diego dans sa prison. Bien que Diego soit là, Montero ne le reconnaît pas (les autres détenus se dénonçant à sa place). Diego s'échappe un peu plus tard, avec l'intention de tuer Montero le jour suivant lors de la cérémonie publique en l'honneur de son retour. Cependant, Diego se retient lorsqu'il aperçoit Elena (Catherine Zeta-Jones), devenue une très belle jeune femme. Elena se voit offrir un bouquet de fleurs locales, des romagnas, dont elle reconnaît l'odeur, même si elle croit à tort n'être jamais venue en Californie.
Plus tard, Diego rencontre Alejandro, qu'il reconnaît à la médaille qu'il avait offerte à Joaquin. Devenu alcoolique, Alejandro ne s'est pas remis de la mort de son frère et rêve de vengeance. Diego recrute et entraîne Alejandro pour en faire son successeur.
Au cours de son entraînement, Alejandro décide de s'offrir une sortie masqué. Il se rend en ville et croise furtivement Elena en chemin pour aller récupérer un étalon noir andalou, semblable à Tornado, le cheval de Zorro. Il réussit son forfait et fait exploser une brigade. Cherchant à échapper au Capitaine Love, Alejandro trouve refuge dans une église, avec l'assistance du père Felipe, un vieil ami de Zorro. Alejandro se cache dans le confessionnal où Elena révèle, croyant parler au prêtre, son engouement pour le mystérieux bandit qu'elle vient de rencontrer.
À son retour, Diego réprimande Alejandro, affirmant que Zorro est un serviteur du peuple et non un voleur et un aventurier. Diego explique à Alejandro qu'afin de gagner la confiance de Montero, il doit passer pour un gentleman de grande stature. En jouant le rôle d'un noble, avec Diego pour servant, Alejandro participe à une fête dans l'hacienda de Montero, où il gagne rapidement l'admiration d'Elena et la confiance de Montero qui l'invite à une réunion secrète. Dans cette réunion, il fait part de ses plans de reprendre la totalité de la Californie avec les Dons en l'achetant à son héros, le général Antonio López de Santa Anna.
Le jour suivant, Alejandro et les Dons sont emmenés par Montero à une mine d'or secrète connue comme l’El Dorado, où les paysans et les petits criminels, sont utilisés comme travailleurs forcés. Montero révèle qu'il compte acheter la Californie à Santa Anna en utilisant de l'or extrait des propres terres du général pour en faire une république indépendante. Mais la visite est perturbée par Jack "les trois doigts", maintenant travailleur forcé, qui est abattu par Love, à nouveau sous le regard impuissant d'Alejandro. Le capitaine convoque ce dernier dans son bureau au retour pour une confrontation, mais le laisse repartir. Pendant ce temps, Diego profite de cette opportunité pour se rapprocher d'Elena, en se faisant passer pour le serviteur Bernardo (un hommage au nom de l'associé muet de Zorro dans la série originale), apprenant que Montero a dit à Elena que sa mère est morte en couches. Plus tard, Elena fait la rencontre d'une femme qui a été sa nourrice et avait l'habitude d'accrocher des romagnas sur son lit d'enfant.
Diego autorise Alejandro, sous l'identité de Zorro, à voler la carte de la mine d'or dans l'hacienda de Montero. Afin de détourner l'attention, Diego officialise le "retour" de Zorro à proximité de l'hacienda de Montero. Terrifiés à l'idée de la réaction de Santa Anna s'il venait à découvrir qu'il est payé avec de l'or lui appartenant déjà, Montero et le capitaine Love décident de détruire la mine et d'en tuer tous les mineurs, afin de faire disparaître toute preuve. Ayant de son côté réussi à dérober les plans, Alejandro, sous le masque de Zorro, se bat en duel avec Montero, le capitaine Love et leurs gardes. Puis, il s'enfuit vers l'étable où il est confronté à Elena qui cherche à récupérer la carte appartenant à son « père ». Alors qu'Elena fait preuve d'une bonne habileté à l'épée, Zorro arrive à la vaincre et coupe son corsage avec son épée, la laissant en sous-vêtements. Après un baiser passionné, Zorro s'enfuit de l'étable et se débarrasse de ses poursuivants. 
Alejandro utilise la carte volée pour localiser la mine afin de libérer les travailleurs. Diego dit à Zorro de faire le travail seul afin qu'il puisse affronter Montero et récupérer sa fille Elena. Alejandro part pour la mine, se sentant trahi par la vendetta personnelle de Diego. Plus tard dans la nuit, Diego affronte Montero et lui demande de révéler sa véritable identité à Elena. Il est cependant fait prisonnier trop vite par Montero qui le menace de le tuer devant sa fille. Alors que les gardes l'escortent, Diego dit à Elena le nom des fleurs qu'elle a reconnues à son arrivée en Californie, la faisant réaliser qu'il est son vrai père. Le matin suivant, une fois Montero et Love partis, elle libère Diego de sa cellule et ils vont à la mine.
Là-bas, l'équipe de Montero finit de charger l'or dans un chariot, enferme les travailleurs dans leurs quartiers et prépare des charges explosives. Zorro intervient, bloque le dernier chargement d'or vers le wagon et provoque Love en duel à mort. Diego empêche Montero de tirer sur Zorro et se bat en duel avec lui. Après qu'il a désarmé l'ancien gouverneur, Elena lui demande d'épargner la vie de son ennemi. Ce dernier en profite pour menacer la jeune femme et blesser Diego. Zorro vainc Love à l'issue d'un long combat à l'épée. Son mentor, mortellement blessé, arrive également à vaincre Montero en le faisant tomber avec la bride d'un chariot plein d'or, écrasant Love par la même occasion. Elena et Alejandro, maintenant sans son masque, libèrent les travailleurs captifs avant que la mine n'explose.
Avant de mourir dans leurs bras, Diego fait la paix avec Alejandro, en lui offrant le manteau de Zorro et en lui donnant sa bénédiction pour son mariage avec Elena. Dans l'épilogue du film, Alejandro et Elena se sont mariés et ont reconstruit la demeure des De la Vega. Ils ont eu un fils, nommé Joaquin, en l'honneur du frère d'Alejandro.

## Fiche technique
Sauf mention contraire, cette fiche technique est établie à partir d'IMDb.
- Réalisation : Martin Campbell
- Scénario : Ted Elliott, Terry Rossio et John Eskow, d'après une histoire de Ted Elliott, Terry Rossio et Randall Jahnson, d'après le personnage Zorro créés par Johnston McCulley
- Musique : James Horner
- Direction artistique : Michael Atwell
- Décors : Cecilia Montiel
- Costumes : Graciela Mazón
- Photographie : Phil Meheux
- Son : Hector C. Gika
- Montage : Denise Camargo
- Production : Doug Claybourne et David Foster
- Sociétés de production[3] : TriStar Pictures, Amblin Entertainment, David Foster Productions, Global Entertainment Productions GmbH & Company Medien KG et Zorro Productions
- Sociétés de distribution : TriStar Pictures et Sony Pictures Home Entertainment
- Sociétés d'effets spéciaux : Illusion Arts, Digital Film, Moving Picture Company, Stargate Studios
- Budget de production : 65 000 000 $
- Pays de production :  États-Unis,  Mexique,  Allemagne
- Langues : anglais
- Format[4] : Couleurs - 2,39:1 - 35 mm Son DTS Dolby Digital SDDS
- Genre : action, aventures, romance
- Durée : 136 minutes
- Dates de sortie[5] :
  - États-Unis et Canada : 17 juillet 1998
  - France : 12 septembre 1998 (Festival du cinéma américain de Deauville), 14 octobre 1998 (sortie nationale)
  - Mexique : 16 septembre 1998
  - Allemagne : 22 octobre 1998
  - Belgique : 28 octobre 1998

## Distribution

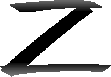
Le célèbre logo du Zorro.

- Antonio Banderas (VF : Pierre-François Pistorio ; VQ : Luis de Cespedes) : Alejandro Murrieta / Second Zorro[6]
- Anthony Hopkins (VF : Bernard Dhéran ; VQ : Vincent Davy) : Don Diego de la Vega / Premier Zorro[7]
- Catherine Zeta-Jones (VF : Rafaèle Moutier ; VQ : Isabelle Leyrolles) : Elena Montero / Elena de la Vega[8]
- Stuart Wilson (VF : Bernard Alane ; VQ : Yvon Thiboutot) : Gouverneur Don Rafael Montero
- Matt Letscher (VF : Guillaume Orsat ; VQ : Pierre Auger) : Capitaine Harrison Love
- Victor Rivers (VF : Joël Zaffarano ; VQ : Gilbert Lachance) : Joaquín Murrieta
- L. Q. Jones (VF : Marc de Georgi ; VQ : Sébastien Dhavernas) : Three Fingered Jack (Jack Trois Doigts en VF), voleur de banques
- Paco Morayta (VF : Mostefa Stiti) : Croque-mort
- William Marquez (VF : Jean-Claude Sachot ; VQ : Pierre Chagnon) : Fray Felipe
- José Pérez (en) (VF : Mario Santini ; VQ : Daniel Lesourd) : Armando Garcia
- Tony Amendola (VQ : Aubert Pallascio) : Don Luiz
- Vanessa Bauche (VF : Marjorie Frantz) : Vendeuse indienne
- Julieta Rosen (en) : Esperanza de la Vega
- Billy Miller (VF : Adrien Antoine) : un admirateur de la vendeuse

## Production

### Genèse et développement
Le projet débute en 1990 lorsque le producteur John Gertz demande à sa sœur jumelle, la scénariste Nancy Larsen, de collaborer avec lui pour adapter Le Masque de Zorro, dernière aventure écrite par Johnston McCulley peu avant la mort de ce dernier en 1958. Gertz propose alors le scénario à Hollywood puis reçoit beaucoup d'offres des studios. Il décide de le vendre à la compagnie TriStar car celle-ci est sous contrat avec Steven Spielberg et Amblin Entertainment. Cependant le scénario doit être plus étoffé, s'inspirant notamment d'un film de 1935 Robin des Bois d'El Dorado, qui conte l'histoire de Joaquin Murrieta, nom qui sera donné au frère aîné d'Alejandro, le héros principal du film. Après plusieurs années de réécriture, la production est finalement lancée en 1997.
Martin Campbell est choisi pour réaliser le film. Alors qu'il vient d'imposer un renouveau à James Bond avec GoldenEye, le réalisateur revisionne tous les anciens films de Zorro pour tenter de se donner une idée sur le personnage et ses aventures. Campbell propose également quelques éléments supplémentaires dans le scénario en donnant entre autres plus d'actions autour du personnage d'Elena, par exemple lorsque Don Diego de la Vega lui demande d'aller délivrer les prisonniers de la mine.

### Choix des interprètes
Antonio Banderas accepte avec joie le rôle d'Alejandro Murrieta. Fan de la série originale de 1957, Banderas réalise son rêve d'enfance mais aussi, il devient le premier acteur espagnol à endosser le costume du Renard, celui-ci n'ayant été jusqu'alors incarné que par des acteurs américains puis un acteur français.
Sean Connery est le premier à auditionner pour le rôle de Don Diego de la Vega avant que celui-ci ne soit proposé à Anthony Hopkins. Mais ce dernier refuse car il souffre d'un mal de dos chronique. Cependant alors qu'il travaille sur le film À couteaux tirés, l'acteur interrompt le tournage pour subir une opération au laser. Rétabli après dix années de souffrances, Anthony Hopkins accepte finalement de jouer Don Diego.
Shakira est pressentie pour le rôle d'Elena mais elle le refuse. Steven Spielberg propose alors Catherine Zeta-Jones après l'avoir remarquée dans la mini-série Le Titanic. Engagée pour le rôle, l'actrice entreprend une longue formation visant à manier l'épée, danser, galoper à cheval puis parler avec l'accent espagnol.
Par ailleurs, les acteurs passent plusieurs mois à s'entraîner sous la supervision du maître d'armes Bob Anderson, travaillant essentiellement sur les chorégraphies des combats présents dans le film.

### Tournage
Le film est tourné principalement aux studios de Churubusco, à Mexico, où pas moins de 60 décors ont été construits par 600 techniciens. Deux haciendas, vieilles de plusieurs centaines d'années, sont restaurées pour certains plans extérieurs comme la demeure de Don Diego de la Vega. De son côté, Graciela Mazón conçoit des costumes pour pas moins de 2000 figurants à partir de vrais modèles d'époque qu'elle a découverts en visitant plusieurs musées.
Pour soulager les figurants et éviter tout risque de blessure, les épées utilisées sont légères et munies d'une lame en aluminium. Seuls les gros plans du film comportent de vraies épées lourdes et en acier.
Cinq chevaux noirs sont employés pour donner vie à Tornado mais aussi à son successeur. Dressés par les frères Corky et Glen Randall, chaque spécimen a sa propre caractéristique physique. Par exemple, un est utilisé pour se cabrer, un autre pour donner des coups de sabots, ...
Glen Randall exécute également lui-même les acrobaties de Zorro, notamment lors de la course-poursuite à cheval à la suite de la fuite depuis l'hacienda de Don Rafael Montero.
Le décor de la mine est construit dans un faubourg situé à une heure de Mexico. Mesurant 30 mètres de haut et 60 mètres de long, il est conçu sur cinq niveaux. L'explosion de la mine, quant à elle, a été réalisée en trois temps. En effet, malgré les énormes quantités de charges explosives, le décor peine à s'écrouler. De ce fait, Martin Campbell a filmé les trois explosions pour les monter en plusieurs plans consécutifs.

#### Fin alternative
À l'origine, le film devait se terminer de manière très différente : Après la destruction de la mine et la mort de Don Diego de la Vega, Alejandro et Elena emmènent les paysans dans le désert puis tombent sur le général Santa Ana et son armée, venus récupérer le stock d'or de l'El Dorado. Le dirigeant propose alors aux paysans de rentrer avec lui en ville pour pouvoir les nourrir. Tandis que la foule se disperse, la scène finit par se resserrer sur Alejandro et Elena se donnant un baiser. Mais les tests et les résultats ayant été peu convaincants, la production a exigé de tourner une autre fin, celle présente dans le montage final. De plus, les producteurs souhaitaient que Don Diego soit toujours vivant mais cela aurait contraint Martin Campbell à retourner la séquence qui a été filmée en une seule journée.

### Bande originale
La musique originale du film fut composée par James Horner. Voulant imposer une bande musicale peu conventionnelle, Horner utilise particulièrement une flûte japonaise, le shakuhachi, qui donne un son obsédant. À cette musique est ajoutée également la chanson I Want to Spend My Lifetime Loving You, chantée par Tina Arena et Marc Anthony.
1. The Plaza of Execution
2. Elena and Esperanza
3. The Ride
4. Elena's Truth
5. The Fencing Lesson
6. Tornado in the Barracks
7. The Confession
8. Zorro's Theme
9. The Mine
10. Stealing the Map
11. Leave No Witnesses...
12. Diego's Goodbye
13. I Want to Spend My Lifetime Loving You - Tina Arena et Marc Anthony

## Accueil

### Promotion
Le Masque de Zorro était initialement supposé sortir le 19 décembre 1997 avant que la date ne soit modifiée pour une sortie en mars 1998. Certaines sources ont même prétendu que la société TriStar Pictures avait souhaité changer la date de sortie du film pour ne pas être compétition avec Titanic de James Cameron. En réalité, le film a rencontré des problèmes de production qui ont obligé les producteurs à rallonger le tournage. Par la suite, la date de sortie du film fut une nouvelle fois modifiée, cette fois-ci pour le mois de juillet 1998.
Pour promouvoir le film, TriStar dépensa 1,3 million de dollars dans un spot publicitaire diffusé durant le Super Bowl XXXII.
Lors de l'avant-première espagnole du film, le roi d'Espagne Juan Carlos Ier et sa famille firent le déplacement. Le 10 décembre 1998, une séance spéciale est organisée pour le prince Charles et ses deux fils.

### Accueil critique
Le film est bien accueilli par la critique au moment de sa sortie en salles en 1998.
Le site d'agrégation de critiques Metacritic lui donne une note moyenne de 63⁄100 basée sur 22 critiques. Le site Rotten Tomatoes donne un taux d'approbation de 81 %, pour une moyenne de 7,1⁄10.
Les spectateurs interrogés par CinemaScore ont attribué au film une note moyenne de "A-" sur une échelle de A + à F.

### Box-office
Le Masque de Zorro sort aux États-Unis le 17 juillet 1998 dans 2 515 cinémas, engrangeant 22 525 855 $ lors de son week-end d'ouverture. Le film perd sa position de numéro 1 dès son second week-end d'exploitation, avec les sorties des films Il faut sauver le soldat Ryan et Mary à tout prix.
Après 11 semaines d'exploitation aux États-Unis, le film a amassé des recettes s'élevant à 94 095 523 $, pour un total mondial de 250 288 523 $.
En France, le film sort le 14 octobre 1998 et réalise un total de 3 440 187 entrées.
| Pays ou région    | Box-office        | Date d'arrêt du box-office | Nombre de semaines |
| ----------------- | ----------------- | -------------------------- | ------------------ |
| États-Unis Canada | 94 095 523 $      | 10 janvier 1999            | 13                 |
| France            | 3 440 187 entrées | -                          | 7                  |
| Total mondial     | 250 288 523 $     | -                          | -                  |

## Distinctions
Entre 1998 et 1999, Le Masque de Zorro a été sélectionné 28 fois dans diverses catégories et a remporté 9 récompenses,

### Récompenses
| Année | Festivals de cinéma                                                         | Prix                                                                  | Lauréat(es) |
| ----- | --------------------------------------------------------------------------- | --------------------------------------------------------------------- | --- |
| 1998  | Prix du cinéma européen                                                     | Prix du public de l'European Film Award du meilleur acteur européen   | Antonio Banderas |
| 1998  | International Film Music Critics Award (IFMCA)                              | IFMCA Award de la meilleure musique originale pour un film d'aventure | James Horner |
| 1999  | ALMA Awards                                                                 | ALMA Award du meilleur acteur dans un long métrage                    | Antonio Banderas |
| 1999  | ALMA Awards                                                                 | ALMA Award de la meilleure chanson pour un long métrage               | Marc Anthony et Tina Arena (pour la chanson I Want To Spend My Lifetime Loving You (Trad. Je veux passer ma vie à t'aimer.) |
| 1999  | ASCAP / Société américaine des compositeurs, auteurs et éditeurs de musique | ASCAP Award des meilleurs films au box-office                         | James Horner |
| 1999  | ASECAN / Association des écrivains cinématographiques d'Andalousie          | Prix Antoñita Colomé de la meilleure performance masculine            | Antonio Banderas |
| 1999  | Blockbuster Entertainment Awards                                            | Blockbuster Entertainment Award de la meilleure révélation féminine   | Catherine Zeta-Jones |
| 1999  | Imagen Foundation Awards                                                    | Prix de l'image durable                                               | Antonio Banderas |
| 1999  | Young Artist Awards                                                         | Young Artist Award du meilleur film de comédie                        | - |

### Nominations
| Année | Festivals de cinéma                                                              | Catégorie                                                | Nommé(es)                                      |
| ----- | -------------------------------------------------------------------------------- | -------------------------------------------------------- | ---------------------------------------------- |
| 1998  | Prix du cinéma européen                                                          | Meilleure réalisation européenne dans le cinéma du monde | Antonio Banderas                               |
| 1998  | Festival du cinéma américain de Deauville                                        | Premières - Hors compétition                             | Martin Campbell                                |
| 1998  | International Film Music Critics Award (IFMCA)                                   | Musique de film de l'année                               | James Horner                                   |
| 1999  | Académie des films de science-fiction, fantastiques et d'horreur - Saturn Awards | Meilleur film d'action / aventures / thriller            | -                                              |
| 1999  | Académie des films de science-fiction, fantastiques et d'horreur - Saturn Awards | Meilleure actrice                                        | Catherine Zeta-Jones                           |
| 1999  | Académie des films de science-fiction, fantastiques et d'horreur - Saturn Awards | Meilleurs costumes                                       | Graciela Mazón                                 |
| 1999  | BAFTA Awards / Orange British Academy Film Awards,                               | Meilleurs costumes                                       | Graciela Mazón                                 |
| 1999  | Blockbuster Entertainment Awards                                                 | Meilleur acteur dans un film d’action / aventure         | Antonio Banderas                               |
| 1999  | Blockbuster Entertainment Awards                                                 | Meilleur méchant                                         | Matt Letscher                                  |
| 1999  | Cinema Audio Society (CAS)                                                       | Meilleur mixage sonore d'un film                         | Kevin O'Connell, Greg P. Russell et Pud Cusack |
| 1999  | Costume Designers Guild Awards                                                   | Meilleurs costumes pour le cinéma                        | Graciela Mazón                                 |
| 1999  | Golden Globes,                                                                   | Meilleur film musical ou comédie                         | -                                              |
| 1999  | Golden Globes,                                                                   | Meilleur acteur dans un film musical ou une comédie      | Antonio Banderas                               |
| 1999  | Golden Trailer Awards                                                            | La nuit sombre et orageuse                               | -                                              |
| 1999  | Motion Picture Sound Editors                                                     | Meilleur montage sonore - Effets sonores et bruitages    | -                                              |
| 1999  | MTV Movie Awards                                                                 | Meilleure révélation féminine de l'année                 | Catherine Zeta-Jones                           |
| 1999  | MTV Movie Awards                                                                 | Meilleur combat                                          | Antonio Banderas et Catherine Zeta-Jones       |
| 1999  | Oscars du cinéma,                                                                | Meilleur son                                             | Kevin O'Connell, Greg P. Russell, Pud Cusack   |
| 1999  | Oscars du cinéma,                                                                | Meilleur montage sonore                                  | Dave McMoyler                                  |

## Autour du film
- Deux scènes ont été coupées au montage. On y voyait notamment :
  - Elena s'entraînant à l'équitation face au capitaine Love. Ce dernier remporte l'exercice mais transmet tout de même tout son mérite à Elena. Par la suite, la jeune femme rejoint Don Rafael. Celui-ci lui demande, en murmurant, si elle a laissé le capitaine gagner exprès.
  - Après avoir calmé puis restitué le cheval noir excité, Alejandro aperçoit un sénateur avec son épouse. Alejandro se dirige vers lui puis simule une maladresse pour lui dérober son portefeuille. Par la suite, Don Diego intercepte Alejandro et le somme de cesser de voler.
- Lorsqu'Alejandro découpe la chemise d'Elena, à la fin de leur duel dans l'écurie, le vêtement a été en fait tiré par des fils invisibles pour tomber. Par ailleurs, Catherine Zeta-Jones fut soulagée que ses longs cheveux lui aient permis de garder une certaine pudeur.
- Antonio Banderas a lui-même suggéré à Martin Campbell que, lorsque son personnage se retrouve face-à-face avec le capitaine Love, il sorte lentement son épée puis effectue une légère rotation pour faire refléter le soleil le long de la lame. Un geste qui a fonctionné au bout de trois prises.

## Suite
En 2005 est sortie une suite intitulée La Légende de Zorro réalisée par Martin Campbell avec Antonio Banderas, Catherine Zeta-Jones et Rufus Sewell.